# 張仲舉 (清朝)
張仲舉（？—？），海州人，清朝政治人物。

## 生平
張仲舉為官监生出身漢軍殿紅祈人。康熙十六年正月任命為通政知事。同年三月1海賊張七率領眾暴徒夜襲泉州府新西北三門，危害百家的生活。於是，張仲舉與畢生家、丁同副將、馮昭京等英勇出擊，大敗賊寇並成功生擒主嫌。八月，山老朱寅與海道錦結盟，成為將軍李復貴等人在南安委舉的犯罪行為中的副都統楊鳳翔的部下。軍師的林日向等人。十月，總督郎廷相立即任命張仲舉任兴泉道
-康熙二十年，仲舉隨行至興祖復往廈門、金門，後往崑山東擔任按察使。二十三年六月，他又被任命為湖南布政使。
十五年三月，他進京觀見，奏言朱熹、周敦頤、程式、程式、程戴、卓雍米、烘等各有專墳，渴求贊助。並表龐前哲對聖學有貢獻。另外，御書學達性天額，領發給各禪和白鹿、惡岳麓兩書院。四月，他搬福建巡撫，疏言台灣建設縣學，應考人數不多，不宜照內地額，請府學逐漸增設各二十名學生，等候人才逐興盛後再補齊直省額廩生。自康熙二十七年始，舉例舉行。部議決從之。
二十七年二月，他疏言溪州屬的龍巖與溪平界迪向西，龍巖地廣，有將田一百二十餘項，撥蒜至溪平，其轉付龍巖民戶代納，管民累請印坡。漼平徵收九月又與台灣幹營軍米，每年約三萬六千石，現存要只持五月蚊為災，缺食物，值得憂慮，請鑒量司帖三萬兩購糧供應。部分文告是運輸有困，故先發行一萬幣用於採購，其餘兩萬等文到後再撥。
二十八年三月，他發現民間私藏烏槍，但航海商船防護不可無視，視船大小帶大槍四桿。再說台灣番民資生納角均捕鹿有用竹弓箭及鳥鈴者，請免禁，仍禁增制。言台灣所用的明桂王假號錢甚多，若一次全禁，貧民無以資，請開爐煉鐵、收購倨錢銷毀。部議決從之。
二十九月正月，安華職的知縣孫策先告發仲舉和布政張永茂等人佔庫布六月。郎中負責審理永朝勞事，但後來有消息說吳泰甫（吳爾泰的別名）到達時即被遠調為知府，並召見了數十名州縣官，有人說吳爾泰只是一名司官，此事誇大了。內閣學士郭士隆前去詳細詢問後，發現仲舉和之前任布政使張索州犯改了征募冊，重新製作了同冊並隱蔽了已徵募的地銀，用於開支、研究湖廣的延撫事宜，虧空了三十多萬。由於仲舉之前在湖南布政使任職時也虧空了，所以相互抵消。仲舉過扣留府、州政府官員的首要支持官員和役食來避還欠款，並要申請會計使田慶出具借款准證。與此同時，永茂接替仲舉的職位，聽說在湖廣遭遇了失敗，而尚未完全補足虧空，所以他決定留在政府州的首位官俸和役食，並取各地的款來彌補。仲舉和永茂共計犯佔了二十六萬三千餘兩，按照規定，他們被列為死罪待審。然而，後來他們因病去世。